# Пам'ятки архітектури національного значення Житомирської області
У Житомирській області нараховується 66 пам'ятки архітектури національного значення.

## Список
| № п/п                              | Найменування пам'ятки                                    | Датування           | Місцезнаходження          | Охоронний номер та номер у комплексі |
| ---------------------------------- | -------------------------------------------------------- | ------------------- | ------------------------- | ------------------------------------ |
| м. Житомир                         |                                                          |                     |                           |                                      |
| 1                                  | Преображенський собор (мур.)                             | 1874 р.             | пл. Перемоги, 12/14       | 1087                                 |
| 2                                  | Магістрат (мур.)                                         | 18 ст.              | вул. Кафедральна, 3       | 1088                                 |
| 3                                  | Кафедральний костел Св. Софії та дзвіниця (мур.)         | 1737 — 1751 рр.     | Замкова пл., 2            | 1089                                 |
| 4                                  | Семінарський костел Св. Йоана з Дуклі (мур.)             | 1838 р.             | вул. Київська, 4          | 1090                                 |
| 5                                  | Келії єзуїтського монастиря (мур.)                       | 1724 р.             | вул. Леха Качинського, 12 | 1091                                 |
| 6                                  | Комплекс споруд Поштової станції (мур.) :                | сер. 19 ст.         | вул. Перемоги, 72         | 1092/0                               |
| 7                                  | Будинок Поштової станції огорожа (мур.)                  | сер. 19 ст.         | вул. Перемоги, 72         | 1092/1                               |
| 8                                  | Готель (мур.)                                            | сер. 19 ст.         | вул. Перемоги, 72         | 1092/2                               |
| 9                                  | Стайні                                                   | сер. 19 ст.         | вул. Перемоги, 72         | 1092/3                               |
| 10                                 | Ямські служби (мур.)                                     | сер. 19 ст.         | вул. Перемоги, 72         | 1092/4                               |
| Андрушівський район. м. Андрушівка |                                                          |                     |                           |                                      |
| 11                                 | Садиба М. Терещенка (мур.) :                             | д.п. 19 ст.         | вул. Київська, 28         | 1094 / 0                             |
| 12                                 | Палац (мур.)                                             | д.п. 19 ст.         | вул. Київська, 28         | 1094 / 1                             |
| 13                                 | Парк                                                     | д.п. 19 ст.         | вул. Київська, 28         | 1094 / 2                             |
| 14                                 | Садиба де-Шодуара (мур.) :                               | д.п. 19 — п. 20 ст. | с. Івниця                 | 1095 / 0                             |
| 15                                 | Господарський будинок (мур.)                             | п.20 ст.            | с. Івниця                 | 1095 / 1                             |
| 16                                 | Брама (мур.)                                             | д.п. 18 ст.         | с. Івниця                 | 1095 / 2                             |
| 17                                 | Башти огорожі (мур.)                                     | д.п. 18 ст.         | с. Івниця                 | 1095 / 3                             |
| 18                                 | Парк                                                     | д.п. 18 ст.         | с. Івниця                 | 1095 / 4                             |
| 19                                 | Костел Св. Антонія Падуанського (мур.)                   | 1786 р.             | с. Стара Котельня         | 1096 / 0                             |
| Бердичівський район. м. Бердичів   |                                                          |                     |                           |                                      |
| 20                                 | Костел Св. Варвари (мур.)                                | 1826 р.             | вул. Європейська, 25      | 1093                                 |
| 21                                 | Кармелітський монастир (мур.) :                          | 16 — 18 ст.         | Соборна пл.               | 155                                  |
| 22                                 | Костел Діви Марії з келіями (мур.)                       | 1634 — 1754 рр.     | Соборна пл.               | 155/1                                |
| 23                                 | Прибрамний корпус (мур.)                                 | д.п.18 ст.          | Соборна пл.               | 155/2                                |
| 24                                 | Фортечні мури з баштами та келіями (мур.)                | 16 — 18 ст.         | Соборна пл.               | 155/3                                |
| Хорошівський район                 |                                                          |                     |                           |                                      |
| 25                                 | Здвиженська церква з дзвіницею (дер.)                    | 1787 — 1851 рр.     | с. Кам'яний Брід          | 161 / 0                              |
| 26                                 | Михайлівська церква (дер.)                               | 1757 р.             | с. Краївщина              | 162 / 1                              |
| 27                                 | Дзвіниця Михайлівської церкви (дер.)                     | 1854 р.             | с. Краївщина              | 162 / 2                              |
| Ємільчинський район                |                                                          |                     |                           |                                      |
| 28                                 | Церква Св. Параскеви (дер.)                              | 1771 р.             | с. Рясне                  | 156 / 0                              |
| Житомирський район                 |                                                          |                     |                           |                                      |
| 29                                 | Церква Різдва Богородиці (мур.)                          | 1841 р.             | с. Кодня                  | 1197 / 1                             |
| 30                                 | Дзвіниця церкви Різдва Богородиці (мур.)                 | 1865 р.             | с. Кодня                  | 1197 / 2                             |
| 31                                 | Садибний будинок (мур.)                                  | п.п. 19 ст.         | с. Ліщин                  | 1198 / 0                             |
| 32                                 | Торїцький костел (мур.)                                  | 1805 р.             | с. Ліщин                  | 1198 / 1                             |
| 33                                 | Дзвіниця Троїцького костелу (мур.)                       | 1805 р.             | с. Ліщин                  | 1198 / 2                             |
| 34                                 | Тригірський Троїцький монастир (мур.) :                  | 1782 — 1873 рр.     | с. Тригір'я               | 1100 / 0                             |
| 35                                 | Спасо-Преображенська церква (мур.)                       | 1854 — 1873 рр.     | с. Тригір'я               | 1100 / 1                             |
| 36                                 | Корпус келій (мур.)                                      | 1782 р.             | с. Тригір'я               | 1100 / 2                             |
| Коростенський район                |                                                          |                     |                           |                                      |
| 37                                 | Миколаївська церква (дер.)                               | 1772 р.             | с. Межирічка              | 157 / 1                              |
| 38                                 | Дзвіниця Миколаївської церкви (дер.)                     | 19 ст.              | с. Межирічка              | 157 / 2                              |
| Коростишівський район              |                                                          |                     |                           |                                      |
| 39                                 | Михайлівська церква і дзвіниця (дер.)                    | 1775 р.             | с. Озера                  | 1101                                 |
| Любарський район                   |                                                          |                     |                           |                                      |
| 40                                 | Герогіївський василіанський монастир (мур.) :            | 18 — 19 ст.         | смт. Любар                | 1102                                 |
| 41                                 | Школа Георгіївського василіанського монас-тиря (мур.)    | 1775 р.             | смт. Любар                | 1102/1                               |
| 42                                 | Садиба (мур.) :                                          | 18 — 19 ст.         | с. Нова Чортория          | 1103                                 |
| 43                                 | Палац (мур.)                                             | 18 — д.п. 19 ст.    | с. Нова Чортория          | 1103/1                               |
| 44                                 | Брама (мур.)                                             | д.п. 19 ст.         | с. Нова Чортория          | 1103/2                               |
| 45                                 | Паровий млин (мур.)                                      | к. 19 ст.           | с. Нова Чортория          | 1103/3                               |
| 46                                 | Парк                                                     | сер. 19 ст.         | с. Нова Чортория          | 1103/4                               |
| Овруцький район. м. Овруч          |                                                          |                     |                           |                                      |
| 47                                 | Василівська церква і монастирські споруди (мур.) :       | 12 — 20 ст.         | вул. Василівська, 2       | 158                                  |
| 48                                 | Церква Св. Василія (мур.)                                | 1190 р., 1909 р.    | вул. Василівська, 2       | 158/1                                |
| 49                                 | Корпус келій Василів-ського монастиря з дзвіницею (мур.) | 1907 — 1909 рр.     | вул. Василівська, 2       | 158/2                                |
| Олевський район                    |                                                          |                     |                           |                                      |
| 50                                 | Миколаївська церква (мур.)                               | 1596 р.             | смт. Олевськ              | 159                                  |
| 51                                 | Церква Різдва Богородиці (дер.)                          | 17 ст.              | с. Жубровичі              | 1104                                 |
| Ружинський район                   |                                                          |                     |                           |                                      |
| 52                                 | Садиба Ганських (мур.):                                  | п. 18 — п. 19 ст.   | с. Верхівня               | 160 / 0                              |
| 53                                 | Палац (мур.)                                             | 1780-і рр.          | с. Верхівня               | 160 / 1                              |
| 54                                 | Флігель (мур.)                                           | к. 18 ст.           | с. Верхівня               | 160 / 2                              |
| 55                                 | Флігель (мур.)                                           | к. 18 ст.           | с. Верхівня               | 160 / 3                              |
| 56                                 | Костел (мур.)                                            | 1810 р.             | с. Верхівня               | 160 / 4                              |
| 57                                 | Парк                                                     | 18 ст.              | с. Верхівня               | 160 / 5                              |
| Черняхівський район                |                                                          |                     |                           |                                      |
| 58                                 | Церква Св. Трійці (дер.)                                 | 1790 р.             | с. Троковичі              |                                      |
| Чуднівський район                  |                                                          |                     |                           |                                      |
| 59                                 | Садиба (мур.):                                           | 19 ст.              | с. Турчинівка             | 1105 / 0                             |
| 60                                 | Палац (мур.)                                             | 1900 р.             | с. Турчинівка             | 1105 / 1                             |
| 61                                 | Господарський корпус (мур.)                              | 1900 р.             | с. Турчинівка             | 1105 / 2                             |
| 62                                 | Огорожа з брамою (мур.)                                  | 1900 р.             | с. Турчинівка             | 1105 / 3                             |
| 63                                 | Парк                                                     | 19 ст.              | с. Турчинівка             | 1105 / 4                             |
| 64                                 | Садибний будинок (мур.)                                  | п.п. 19 ст.         | с. Тютюнники              | 1106 / 0                             |